# Virágéknál ég a világ
A Virágéknál ég a világ kezdetű, szlovák eredetű magyar népdalt Ziegler Márta (a gyűjtés idején Bartók Béla felesége) gyűjtötte a Békés vármegyei Dobozon 1917-ben.
Feldolgozások:
| Szerző        | Mire                     | Mű                                                                    | Előadás |
| ------------- | ------------------------ | --------------------------------------------------------------------- | ------- |
| Bárdos Lajos  | kétszólamú gyermekkar    | Kicsinyek kórusa                                                      | [ 3 ]   |
| Karai József  | három szólamú gyermekkar | Kis népdalszvit, 3. darab                                             |         |
| Bartók Béla   | ének, zongora            | Húsz magyar népdal, III. sorozat: vegyes dalok, 4. dal: Párosító (2.) | [ 4 ]   |
| Bartók Béla   | ének, zenekar            | Öt magyar népdal énekhangra és zenekarra, 5. dal: Párosító (2.)       | [ 5 ]   |
| Halmos László | ének, zongora            | Pianoforte II., 12. dal                                               |         |
| Petres Csaba  | két furulya              | Tarka madár, 39. kotta                                                |         |
| Ludvig József | ének, gitárakkordok      | Kis kacsa fürdik…, 19. oldal                                          |         |

## Kotta és dallam
| Virágéknál ég a világ, sütik már a rántott békát, zimme- zum, zimme- zum, recefice bum- bum- bum. | Bíró Marcsa odakapott, békacombot ropogtatott, zimme-zum, zimme-zum, recefice bum-bum-bum. | Puskás Gábor későn futott, neki csak a füle jutott, zimme-zum, zimme-zum, recefice bum-bum-bum. |

## Felvételek
- Virágéknál ég a világ. Ovitévé  YouTube (2012. szeptember 25.)  (Hozzáférés: 2016. március 14.) (videó)
- Virágéknál ég a világ (A pünkösdi királykisasszony). Kolompos együttes  YouTube (2013. december 9.)  (Hozzáférés: 2016. március 14.) (videó) 1:00–1:30.
- Virágéknál ég a világ. Előadja: Kajla Márk tangóharmonikán  YouTube (2013. április 21.)  (Hozzáférés: 2016. március 14.) (videó)
- Ludvig József: Kis kacsa fürdik…: Gyermekdalok gitárakkordokkal. Miskolc: Koncert 1234 Kft.  19. o.